# Teimuraz I di Cachezia
Teimuraz I di Cachezia, in georgiano თეიმურაზ I? (Tbilisi, 1589 – Astarabad, 1661), è stato re di Cachezia (1605–1616, 1625–1633, 1634–1648) e re di Cartalia (1625–1633). Figlio primogenito di Davide I e di Ketevan, Teimuraz trascorse la maggior parte della sua infanzia alla corte dello scià di Persia sino a quando non ascese al trono di suo padre col nome di Tahmuras Khan. Fu re di Cachezia a seguito di una rivolta scoppiata sotto il regno di suo zio, Costantino I, nel 1605. Dal 1614 seguirono cinque decenni di lotte contro i safavidi dell'Iran per il dominio della Georgia, lotte nelle quali egli perse gran parte dei membri della sua famiglia e terminò la sua esistenza come prigioniero dello scià ad Astarabad. Poeta versatile e ammiratore della poetica persiana, Teimuraz tradusse in georgiano diverse storie d'amore persiane e trasformò le sue esperienze personali al governo in una serie di originali poemi che influenzarono anche la tradizione persiana contemporanea..

## Biografia

### I primi anni
Teimuraz era figlio di Davide I di Cachezia e di sua moglie Ketevan della dinastia dei Bagration-Mukhraneli. La Cachezia era il regno più a est della Georgia che si era creato dopo la frammentazione del Regno di Georgia sul finire del XV secolo ed era ricaduto nella sfera d'influenza della dinastia dei Safavidi della Persia. Sino ai primi anni del XVII secolo, i re di Cachezia avevano mantenuto pacifiche relazioni con i loro sovrani iraniani, ma la loro politica estera indipendente e la politica diplomatica con l'Impero russo avevano iniziato a irritare lo scià. Teimuraz stesso era stato tenuto alla corte safavide come ostaggio politico e crebbe a Esfahan, capitale dell'Iran, sotto la tutela dello scià Abbas I.
Ritornò in patria nel 1605, dopo che gli ortodossi cacheziani, istigati dalla madre di Teimuraz, si rivoltarono e detronizzarono il musulmano Costantino I, il quale aveva ucciso il proprio padre Alessandro II con un colpo di Stato per giungere al trono con l'appoggio dei persiani. I nobili della Cachezia avevano richiesto che lo scià Abbas I confermasse Teimuraz, in quanto nipote di Alessandro II. Abbas, frustrato dalla ribellione e preoccupato per la sua nuova guerra con l'Impero ottomano, accondiscese alle richieste dei cacheziani. Teimuraz venne incoronato re di Cachezia e incominciò un lungo e difficoltoso regno in aperto conflitto coi Safavidi.
Dal momento che il nuovo sovrano era ancora minorenne, la regina Ketevan temporaneamente assunse la funzione di reggente e organizzò, nel 1606, il matrimonio di Teimuraz con Ana, figlia di Mamia II Gurieli, principe di Guria sulla costa georgiana del Mar Nero. Nel 1609, Ana morì a causa di un tumore alla gola e Teimuraz si risposò su incoraggiamento dello scià Abbas, con Khorashan, sorella di Luarsab II di Cartalia, vicino della Cachezia, mentre lo scià in persona si sposò con la sorella di Teimuraz, Elena.

### L'invasione persiana

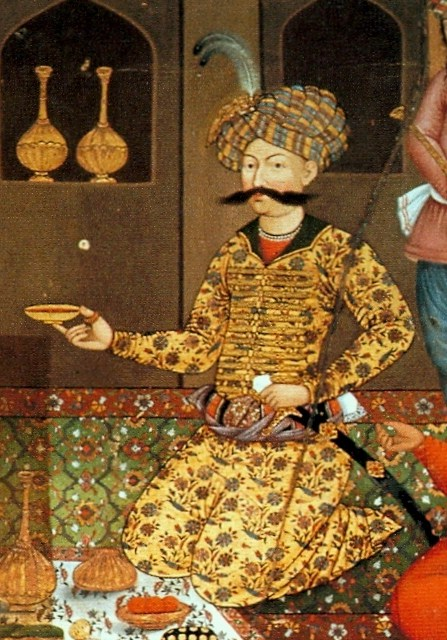
Lo scià Abbas I di Persia

Col concludersi della guerra persiano-ottomana, Abbas I rinnovò i propri sforzi per portare la Georgia ancora una volta completamente sotto il proprio controllo. Le sue relazioni con Teimuraz I si deteriorarono in breve tempo dopo che il re di Cachezia ignorò la convocazione dello scià a Esfahan. Teimuraz, minacciato d'invasione da parte dei persiani, tentò di comprare la pace inviando due suoi figli, Alessandro e Leone, e sua madre Ketevan come ostaggi d'onore alla corte dello scià nel 1613, ma anche questa mossa non diede i frutti sperati.
Cessate le ostilità con gli ottomani nel 1614 con l'esercito persiano alla sua acme, Abbas I inviò le sue truppe nei regni georgiani. Questa volta venne aiutato dal nobile georgiano, Giorgi Saakadze, abile guerriero che si era fatto un nome all'epoca di Luarsab II di Cartalia sino a quando non aveva deciso di lasciare tutto per seguire lo scià. Gli iraniani scacciarono sia Teimuraz sia Luarsab dai loro domini nella Georgia e Abbas li rimpiazzò con georgiani convertiti all'Islam. Bagrat VII venne installato in Cartalia, mentre la Cachezia venne assegnata al cugino di Teimuraz, Isa Khan. Giorgio III d'Imerezia, sotto la protezione ottomana, rifiutò di consegnare ai persiani i sovrani che presso di lui avevano trovato rifugio e per vendetta il sovrano persiano diede la Cartalia e la Cachezia ai suoi uomini per saccheggiarle. Luarsab a quel punto scelse la resa, ma rifiutò la richiesta dello scià di rinunciare al cristianesimo. Abbas lo esiliò in Persia e lo fece poi strangolare a Shiraz nel 1622.
Mentre era in esilio in Imerezia nel 1615, Teimuraz I si unì a Giorgio III d'Imerezia nell'inviare una lettera allo zar Michele di Russia per informarlo della loro opposizione allo scià iraniano e con una richiesta di aiuto. Ripresisi dal Periodo dei Torbidi, i russi non erano preparati e non erano intenzionati a intervenire per il momento nelle questioni del Caucaso. Lasciati soli, i nobili cacheziani si schierarono con David Jandieri e si rivoltarono a Isa Khan il 15 settembre 1615. La ribellione si diffuse ben presto in Cartalia e i nobili georgiani proposero Teimuraz I come re di tutta la Georgia orientale. Venne quindi scatenata una spedizione punitiva da parte dei persiani al comando di Ali Quli-Khan che venne battuta dalle forze di Teimuraz a Tsitsamuri, portando lo scià Abbas in persona a guidare la successiva invasione del 1616. La ribellione venne schiacciata e Teimuraz dovette ancora una volta abbandonare il trono. La Cachezia fu sottoposta a una completa devastazione da cui il regno non si riprese mai completamente. Come indicato nella storia ufficiale del regno dello scià Abbas, l' Alam-ara: "Dall'inizio dell'Islam nessun evento di tale portata ha mai avuto luogo sotto un qualsiasi sovrano."
In quell'occasione diverse importanti città e villaggi della Cachezia, come ad esempio Gremi e Zagemi, scomparvero letteralmente dalle cartine geografiche. Le vittime furono tra 60.000 e 70.000, e più di 100.000 furono i contadini cacheziani deportati nei possedimenti safavidi. I loro discendenti furono tali da costituire il nucleo della popolazione georgiana che ancora oggi abita l'Iran, importando anche il dialetto georgiano che ancora oggi si parla nell'area di Fereydoon Shahr, nella Provincia di Isfahan.

### Il re ribelle

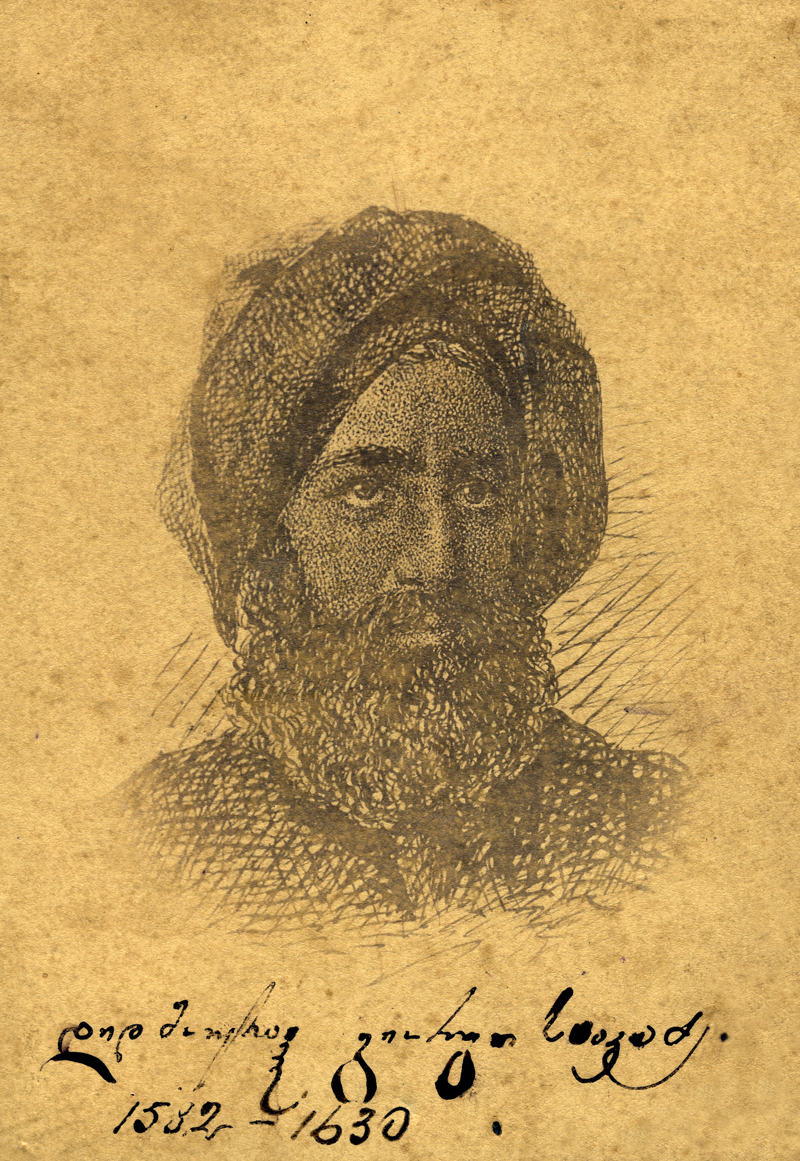
Giorgi Saakadze

Lettera di Teimuraz a re Filippo IV di Spagna

Teimuraz continuò a cercare l'aiuto dei russi e degli ottomani contro i persiani, incoraggiando i suoi sudditi dal resistere al convertirsi all'Islam e a rigettare un sovrano che seguisse tale fede. Lo scià Abbas si vendicò torturando a morte la madre del re, Ketevan, il 13 settembre 1624, e castrando i suoi figli, Alessandro e Leone.
Nel frattempo, Abbas I nominò a governatore della Cachezia, Paykar Khan, imbarcandolo in una campagna di ripopolamento delle aree spopolate della Georgia orientale con nomadi turchi, fatto che portò a una ribellione tra la popolazione georgiana sopravvissuta. L'x alleato georgiano dello scià, Giorgi Saakadze, o Mourav-Beg come era noto in Persia, aderì alla rivolta e guidò i georgiani alla vittoria sull'esercito persiano guidato da Qarachaqay Khan nella Battaglia di Martqopi il 25 marzo 1625. Saakadze si portò a sterminare i migranti turchi e reinstallò Teimuraz come re di Cartalia e Cachezia. Lo scià non riuscì a fermare la rivolta malgrado la vittoria di Pirro sui georgiani nella Battaglia di Marabda il 1 luglio 1625. Scontrandosi con una guerriglia di resistenza nella parte alta della Georgia, Abbas riconobbe al re ribelle il diritto di governare autonomamente.
Fu a questo punto la nobiltà georgiana a dividersi in due fazioni opposte. Su un lato stavano Saakadze e i suoi seguaci che contestavano a Teimuraz il controllo della Cartalia e intendevano invitare il principe imereziano Alessandro (futuro re Alessandro III d'Imerezia) ad assumerne la corona. Sull'altro, Teimuraz e i suoi fedeli cacheziani che godevano anche del supporto dell'influente cognato di Saakadze associato a Zurab, eristavi ("duca") di Aragvi. Lo scià Abbas I, sospettoso della diplomazia di Saakadze con gli ottomani, incoraggiò Teimuraz. Sul finire del 1626, la rivalità tra i due capi georgiani culminò nella battaglia del Lago Bazaleti nella quale l'esercito reale ottenne una vittoria decisiva, costringendo Saakadze all'esilio a Costantinopoli dove venne messo a morte nel 1629 dopo aver prestato servizio per breve tempo come militare per il sultano Ibrahim I.
Dopo la sconfitta di Saakadze e la morte dello scià Abbas I nel 1629, Teimuraz procedette a rafforzare la sua autorità nella Georgia orientale. Istigò Zurab di Aragvi a uccidere Semayun Khan, re rivale di Cartalia nominato dai persiani nel 1630, e quindi fece assassinare lo stesso Zurab. Dall'inizio degli anni '30, Teimuraz I aveva ottenuto per così dire il controllo stabile sia della Cartalia sia della Cachezia. Determinato a eliminare l'egemonia safavide in Georgia, Teimuraz inviò il proprio ambasciatore, Niciphores Irbachi, in Europa occidentale e richiese l'aiuto di Filippo IV di Spagna e di papa Urbano VIII. A ogni modo i regnanti d'Europa erano troppo coinvolti nella Guerra dei Trent'anni (1618–1648) per potersi occupare del fato dei regni caucasici e nulla si ricavò da questa missione con l'eccezione del primo Dittionario giorgiano e italiano a Roma nel 1629 a cura di Stefano Paolini e di Niciphores Irbachi.

### La fine del regno
Nel frattempo, le relazioni di Teimuraz con il nuovo scià persiano, Safi, si deteriorarono progressivamente. Nel 1631, Teimuraz si dichiarò pronto a vendicarsi delle tribù montane del Dagestan che avevano aiutato lo scià Abbas nella distruzione della Cachezia, e devastò diversi loro insediamenti (aul). Nel 1633, diede rifugio a suo cognato Daud Khan, governatore iraniano (beglarbeg) di Ganja e Karabakh ma di estrazione georgiana, sfuggito allo scià di Persia e alla sua rabbia contro suo fratello Imam-Quli Khan, influente governatore delle province di Fars, Lar e Bahrain. Teimuraz si rifiutò di consegnare il fuggitivo e, pronto a fronteggiare le conseguenze di tale azione, preparò i suoi uomini. Lo scià Safi rispose semplicemente dichiarando Teimuraz decaduto e rimpiazzandolo con un suo favorito, il principe musulmano georgiano Khusraw Mirza (Rostom), che aveva giocato un ruolo importante nel consolidare il potere di Safi dopo la morte dello scià Abbas.
Rostom e il suo sostenitore georgiano al servizio dei safavidi, Rustam Khan, guidarono l'esercito persiano in Georgia e presero il controllo di Cartalia e Cachezia nel 1633. Teimuraz fuggì ancora una volta in esilio in Imerezia, ma si autoproclamò sovrano in Cachezia già dal 1634. Nel 1638, con la mediazione di Rostom, Teimuraz venne perdonato e riconfermato re di Cachezia anche dallo scià. Egli riprese i suoi tentativi di alleanza co nla Russia e firmò un giuramento di fedeltà allo zar Michele il 23 aprile 1639, anche se il protettorato russo sull'area non si materializzò mai in pratica.
Nel 1641, Teimuraz, intenzionato a unire tutta la Georgia orientale sotto il suo potere, promosse una cospirazione contro Rostom, che infine peggiorò le sue relazioni con i regnanti di Cartalia. Il complotto collassò e il re di Cachezia, che già aveva fatto avanzare le proprie truppe sino alle mura di Tbilisi, capitale di Rostom, dovette ritirarsi. Nel 1648, Rostom, raggiunto da forze persiane, marciò contro la Cachezia e sconfisse l'esercito di Teimuraz a Magharo. Avendo perso l'ultimo figlio maschio sopravvissutogli, Davide, sul campo di battaglia, Teimuraz si portò in Imerezia da dove tentò di riprendere la propria corona con l'aiuto della Russia. Inviò suo nipote e unico erede, Eraclio a Mosca nel 1653 e si recò in visita personalmente allo zar Alessio di Russia nel giugno del 1658.
Nel frattempo, la volontà di Rostom di cooperare coi sovrani safavidi gli valse per il governo di Cartalia una certa autonomia e una relativa pace e prosperità. A ogni modo, i nobili e la popolazione della Cachezia continuarono a pretendere come sovrano l'ormai esiliato Teimuraz nella speranza di porre fine alla loro sudditanza alla Persia. Per stroncare la resistenza in Cachezia una volta per tutte, lo scià Abbas II organizzò un ripopolamento del paese con nomadi turchi, una misura che incitò una rivolta generale nel 1659. I ribelli riuscirono a espellere i nomadi ma vennero comunque costretti ad accettare la sovranità dello scià.
Incapace di ottenere il supporto sperato dalla Russia, Teimuraz concluse che le prospettive per riprendere la sua corona erano ormai nulle e che avrebbe fatto meglio a ritirarsi in Imerezia, cosa che fece, in un monastero, nel 1661, lo stesso anno in cui il successore di Rostom ottenne il trono di Cartalia col nome di Vakhtang V, intronando suo figlio Archil sul trono d'Imerezia. Vakhtang V inviò Teimuraz a Isfahan e l'ex monarca venne ricevuto coi dovuti onori da Abbas II, ma venne imprigionato quando suo nipote Eraclio ritornando dalla Russia tentò maldestramente di riprendere il controllo della Cachezia. Teimuraz morì in prigionia nella fortezza di Astarabad nel 1661. I suoi resti vennero successivamente trasportati in Georgia e fu sepolto nella Cattedrale di Alaverdi.